# Huvudstadsjakten
| Västmanlands flygflottiljs vapen. |  | Södertörns flygflottiljs vapen. |
| Västmanlands flygflottiljs vapen. |  | Södertörns flygflottiljs vapen. |

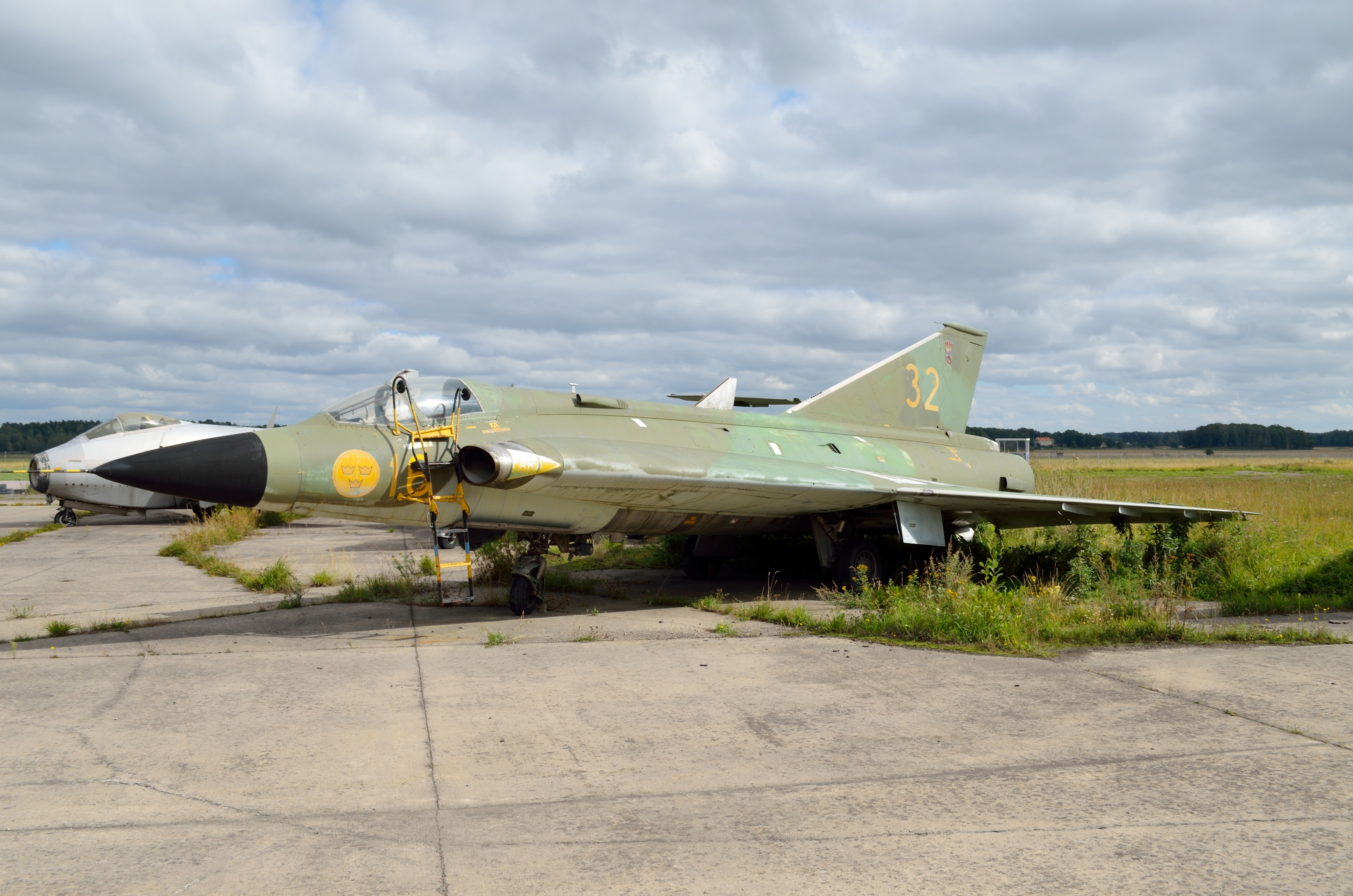
J 35F-1 Draken (35496) Petter 32, med Södermanlands landskapsvapen på fenan.

Hufvudstadsjakten var ett inofficiellt namn på en jaktflygdivision inom svenska flygvapnet som verkade i olika former åren 1982–1985. Divisionen var baserad på Tullinge flygplats sydväst om Stockholm.

## Historik
Divisionen bilades troligtvis runt åren 1936–1937, i samband med att Första flygkåren ombildades till Västmanlands flygflottilj (F 1), och organiserade tre divisioner samt en specialdivision. Flottiljen, som enligt försvarsbeslutet 1936, organiserades som lätt bombflottilj, beväpnades som enda flottilj med B 3 Junkers. Efter kriget och försvarsbeslutet 1948 beslutades att flottiljen skulle omorganiseras till nattjaktflottilj. Flottiljen blev med det Sveriges första och enda nattjaktflottilj. De B 3 Junkers ersattes med sextio inköpta individer av J 30 Mosquito, vilka samtliga baserades i Västerås. År 1953 gjordes en ombeväpning till J 33 Venom. Flottiljen och divisionen tog med det steget in i jetåldern. År 1959 började en ombeväpning till J 32B Lansen, med det tillfördes en allväderjaktfunktion, och begreppet nattjakt försvann. Under åren 1966-1967 omskolades och ombeväpnades flottiljens samtliga tre divisioner till J 35 F Draken. Vilket även blev det sista flygplanssystemet på flottiljen.
Från slutet av 1960-talet präglades Flygvapnet av ekonomiska besparingar, bakgrunden var Viggenprojektet. Vilket fick CFV Lage Thunberg att år 1967 vakantsätta åtta flygdivisioner inom Flygvapnet. De ekonomiska besparingarna inom Flygvapnet fortsatte dock under hela 1970-talet. Vilket ledde till att flottiljens 1:a division, Adam Röd, upplöstes den 30 juni 1976. Tre år senare, det vill säga 1979, beslutade riksdagen den 26 april att F 1 skulle avvecklas senast den 30 juni 1983.
Avvecklingen av F 1 skulle ske etappvis, de två kvarvarande divisionerna skulle avvecklas den 1 oktober 1981 respektive 1982. Inför perspektivplanarbetet inför försvarsbeslutet 1982 angav ÖB att en eller båda divisionerna vid F 1 måste kvarstå inom Flygvapnets organisation. Detta med bakgrund till att hålla J 35F kvar i organisationen till mitten av 1990-talet, för att då ersättas av de nya JAS-divisioner. Chefen för Flygvapnet förordade, främst av ekonomiska skäl, en inriktning mot elva jaktflygdivisioner, åtta JA 37 och tre J 35F. Generallöjtnant Gunnar Eklund, Militärbefälhavare för Östra militärområdet, tillstyrkte ett bibehållande av en J 35F-division så länge som möjligt, och pekade på Tullingebasen som möjlig basering av divisionen. Dock var flottiljledningen vid F 1 tveksam till att sätta upp ett detachement, samtidigt som man höll på att avveckla flottiljen. I mars 1981 beslöt ÖB att Flygvapnet skulle omfatta tolv jaktdivisioner. I och med att riksdagens beslut 1979 endast berört att en flottilj skulle avvecklas och inte någon reducering av antalet divisioner. Så medgav ÖB:s beslut, med regeringens godkännande, att de båda Adam Blå och Adam Gul fick ledas och administreras av F 1, fram till den tidpunkt riksdagen hade beslutat om avveckling av flottiljen. 
I juni 1981 fick flottiljchefen vid F 1 direktiv från Chefen för Flygvapnet, om att från och med mitten av augusti 1981 detachera 13. jaktflygdivisionen (Adam Gul) till Tullinge. Divisionen skulle även vara beredd att kvarstanna i Tullinge även efter den 1 juli 1982. I april 1982 fastställde regeringen, efter förslag från Chefen för Flygvapnet, att Adam Blå skulle upplösas den 31 december 1982. Adam Gul skulle kvarstå i Tullinge och från den 1 januari 1983 underställas chefen för Upplands flygflottilj (F 16).
Att divisionen bibehölls och inte upplöstes, berodde på även på den massiva kampanj som 13. jaktflygdivisionen (Adam Gul, gjorde under åren 1980–1981. Där man spred upprop som till exempel "Visste du...att det fanns 12 jaktdivisioner i Mellansverige 1971? att om inget görs finns bara tre kvar 1983". Och man ansåg att divisionen kunde kvarstå och ombaseras till Tullinge flygbas, som tillsammans med Malmby flygbas var divisionens krigsbaser. De tre divisionerna man syftade på, var 162. jaktflygdivisionen (Petter Blå) och 163. jaktflygdivisionen (Petter Gul) vid F 16 i Uppsala, och 132. jaktflygdivisionen (Martin Blå) vid F 13 i Norrköping. Ett annat förslag som lobbades hårt i riksdagen var att divisionen skulle baseras till Blekinge flygflottilj (F 17). Förslaget framfördes av både Försvarskommittén och från Socialdemokrater och Centerpartister. Flottiljen hade vid den tidpunkten två divisioner, efter att en division tidigare upplösts.

## Petter Röd
Den 31 augusti 1981 tog divisionen med tolv J 35F2 Draken och tredje kompaniet farväl av F 1 och Västerås. I Tullinge inhystes divisionen i byggnad 97, vilken tidigare innehafts av 183. jaktflygdivisionen (Rudolf Gul) vid Södertörns flygflottilj (F 18). Den bastropp som lämnats kvar vid Tullinge efter avvecklingen av Södertorns flygflottilj, utökades till att omfatta ett kompani. Divisionens sexton J 35F Draken inhystes i berghangaren. Som en anpassning från Västmanland till Södermanland, antog divisionen det inofficiella tilläggsnamnet Kungliga Hufvudstadsjakten. Fenorna på flygplansindividerna märktes med Södermanlands landskapsvapen.
Från att divisionen etablerats sig på Tullinge hösten 1981, kom den att verka som ett detachement till F 1. Dock så kvarstod avvecklingen av F 1 som flottilj. Som en del i avvecklingsprocessen och tidigare beslut, överfördes divisionen den 1 januari 1983 till F 16. Vid F 16 blev divisionen flottiljens 161. jaktflygdivisionen (Petter Röd). Med det ändrades även den färgen på halvmånen i divisionsemblemet till rött. Divisionen bibehöll dock sin basering i Tullinge.
Divisionen kom under sin tid i Tullinge att bära flera inofficiella namn, Kungliga Hufvudstadsjakten och 12. jaktflygdivisionen. Hufvudstadsjakten för att belysa att divisionen var den enda jaktflygdivisionen i huvudstadsområdet (Uppsala oräknat). 12. jaktflygdivisionen återspeglade att divisionen var Flygvapnets tolfte jaktdivision. Vidare gjorde divisionen stor PR för sig själva samt för Flygvapnet. Vilket fick tidskriften Mach att utnämna divisionen år 1983 till Flygvapnets PR-division nummer 1. Bakom denna utnämning låg bland annat de årliga julkort som divisionen gav ut. Där de år 1982 hade anlitat Larry Hagman, som stående i förarsätet på en J 35 tillsammans med flygförarna hälsade God jul. Samma år spelade divisionen in låten "Balett i Mach 1", och medverkade även i nöjesprogrammet Nöjesmaskinen. Den individ som medverkade i musikvideon är en J 35B Draken (S/N 35220) var ett flygplan som tillkom från F 16, och som tidigare varit i tjänst vid F 18. Flygplanet var målad i FOA-kamouflage, ibland också kallat Viggen-kamouflage. Med tanke på den närhet som Tullinge hade till Norrköping, fick divisionen ofta agera fiende till den taktiska utvärderingen av den första JA 37-divisionen vid F 13.

## Avveckling
Den 8 oktober 1982 tillträdde Regeringen Palme II och den 22 december lade regeringen fram sitt budgetförslag för budgetåret 1983/1984. I budgetförslaget så föreslogs en reducering av antalet jaktdivisioner från tolv till elva. Den division som föreslogs för avveckling var Petter Röd. Vilken i regeringen föreslog för riksdagen för en snabb avveckling. Och det tidigare planeringsinriktning som beslutats av riksdagen tidigare om att eventuellt förlägga divisionen till F 17 i Kallinge, ej längre skulle vara aktuellt. Genom att divisionen utgick, beräknade regeringen med en besparing på 150 miljoner kronor för perioden  1983/1984–1986/1987, och därefter cirka 30 miljoner kronor per budgetår. Att divisionen upplöstes avvek från det tidigare försvarsbeslutet från år 1982, vilket beslutat om tolv jaktdivisioner.
Den 30 juni 1985 upplöstes divisionen. Divisionen anordnade en avslutningsceremonin den 27 juni 1985, med en formationsflygning som avsked med flygrutten Tullinge – Stockholms slott – Ärna – Stockholm – Tullinge. Divisionens flygplan överfördes till Uppsala och där de förrådsställdes.

## Namn, beteckning och förläggning
| Adam Gul   | 1936 | – | 1982 |
| Petter Röd | 1983 | – | 1985 |

| 13. jaktflygdivisionen  | 1936 | – | 1982 |
| 161. jaktflygdivisionen | 1983 | – | 1985 |

| Hässlö flygplats (F)   | 1936 | – | 1981 |
| Tullinge flygplats (B) | 1974 | – | 1981 |
| Malmby flygplats (B)   | 1974 | – | 1985 |
| Tullinge flygplats (F) | 1981 | – | 1985 |